# Gohouo-Zagna
Gohouo-Zagna – miasto w Wybrzeżu Kości Słoniowej, w dystrykcie Montagnes, w regionie Guémon, w departamencie Bangolo.